# 鹿港鎮
鹿港鎮，舊稱「鹿仔港」，位於臺灣彰化縣西北部，鹿港溪口北岸。全境高度均在海拔十公尺以下，可分為沖積平原、海濱低地與潮埔地（海埔新生地）三個部分。鎮內人口約8.4萬人，是彰化縣人口第四多的行政區。
早期的鹿港鎮為臺灣最接近中國大陸的港口，對渡泉州府晉江縣，因此有大量泉州三邑仕紳家族於當地通商定居，故漢學文風鼎盛。鹿港曾為臺灣對中國大陸經商的最大港口，曾有「一府二鹿三艋舺」之稱。後因港口淤積與鐵路建設之故，經濟發展停滯。然因其發展歷史甚早，境內留有不少古蹟，如鹿港天后宮、鹿港龍山寺、鹿港文武廟，形成鹿港鎮的重要觀光資源。地方特產則有蝦猴、地方傳統小吃、蚵仔煎、傳統糕點、傳統工藝等。

## 地名由來

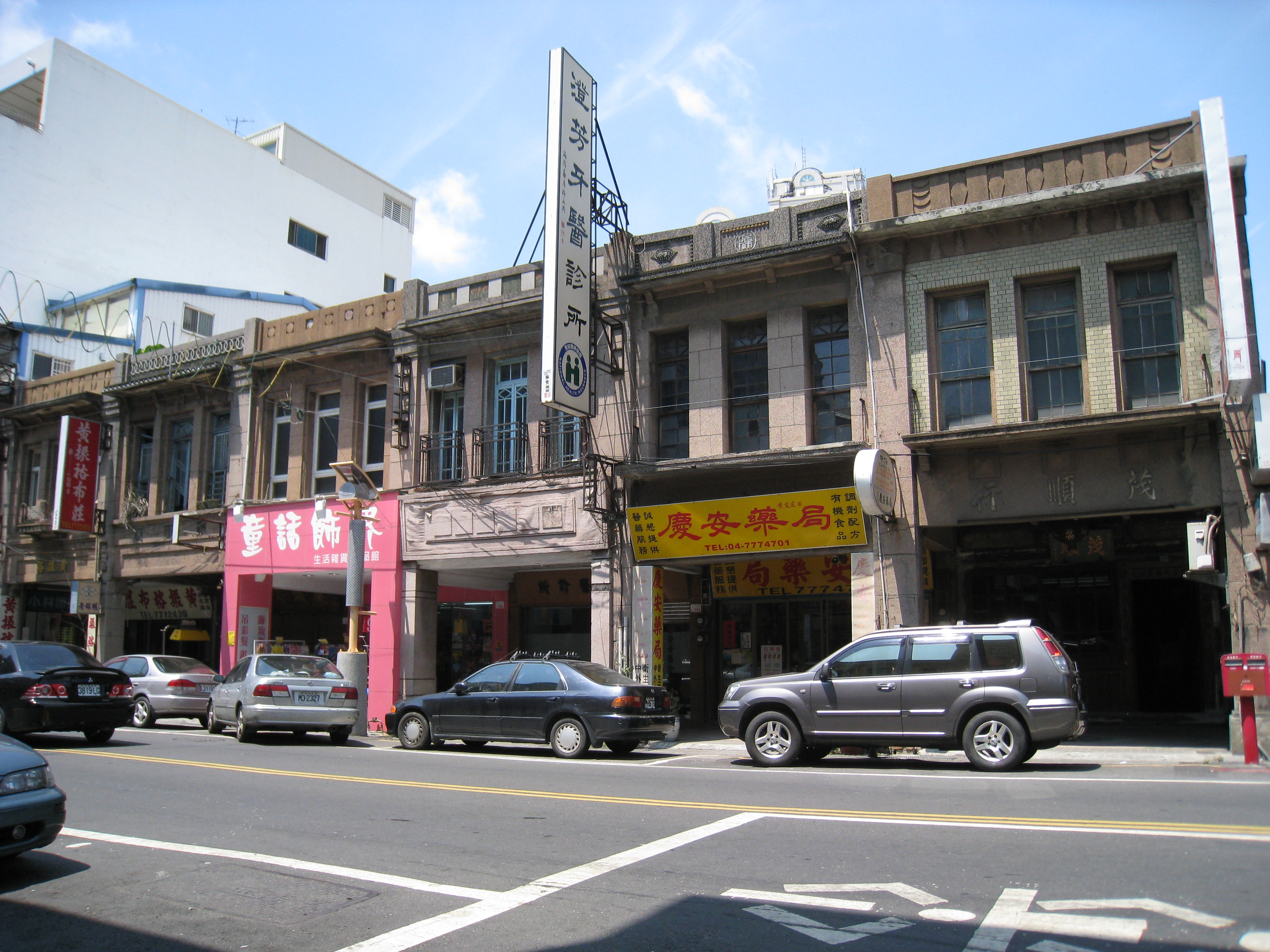
鹿港市街（鹿港中山路街屋立面）

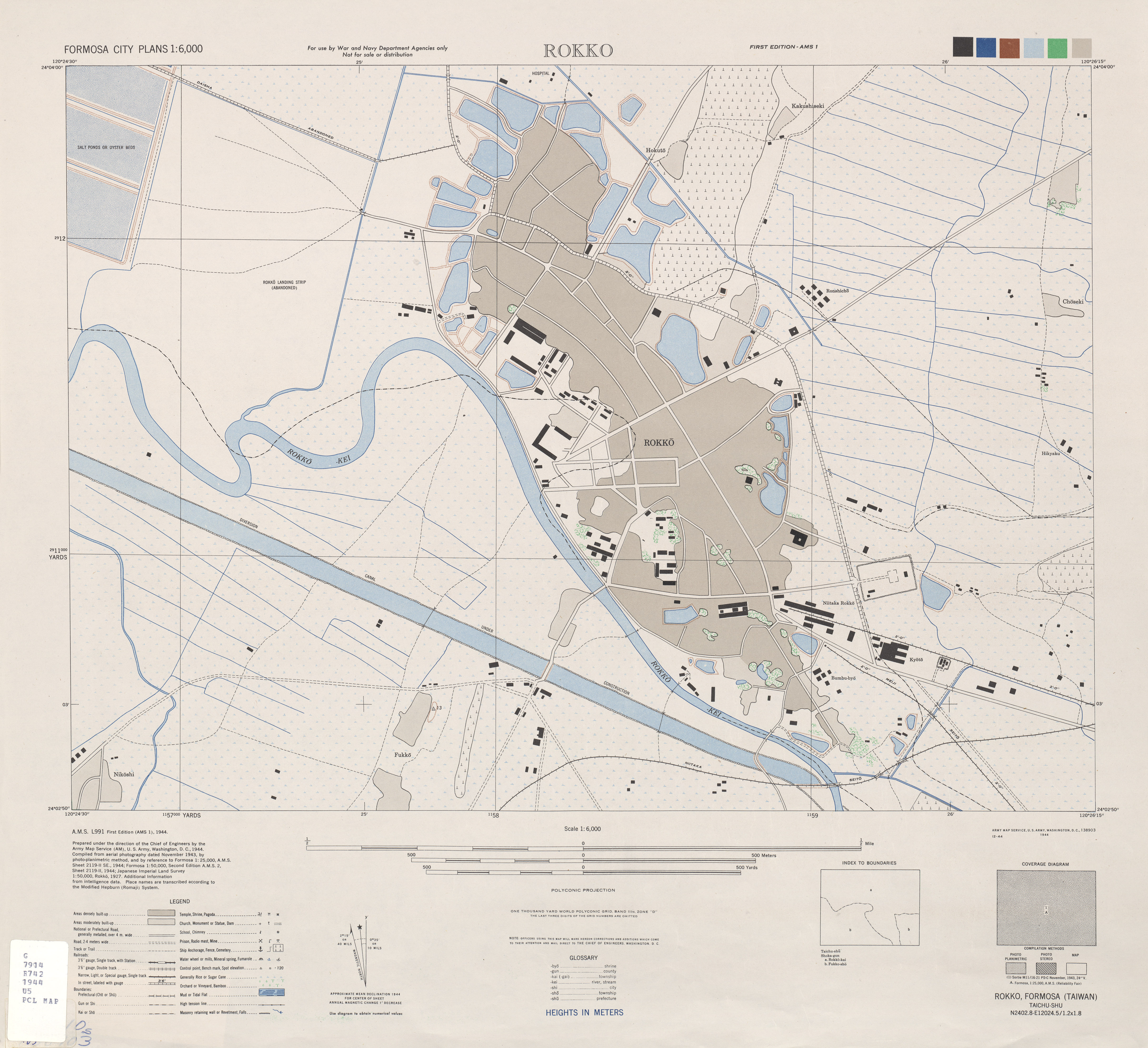
1944年美軍繪製的鹿港地圖

### 原名
原居於鹿港一帶的布農族則稱鹿港一帶為「Lokaag」，後來的巴布薩族則稱鹿港為「Rokauan」或「Rokan」。

### 漢語譯名
鹿仔港之地名在臺灣歷史中首見於1696年（清康熙35年）高拱乾所修之《台灣府志》卷四武備志：「台水師左營......一分防鹿仔港，係報部本營官兵輪防......」。而鹿仔港被首稱為「鹿港」則見於1783年（清乾隆48年），福建將軍永德上奏〈請設鹿港正口疏〉，曰：「......至北路諸羅彰化等屬，則由鹿港出洋......」。清光緒年間，因港口漸漸淤塞，航運漸被鹿港街西方4公里處之沖西港替代。日治初期，鹿港曾一度又稱沖西。
「鹿港」或「鹿仔港」地名來源四說：
1. 臺灣中部一帶昔時多鹿(根據清朝官員郁永河著之《裨海紀遊》所記載，當時臺灣整片西部平原地帶也盛產梅花鹿及山羌，而非只是有中部多鹿)，常有鹿群聚集海口草埔，故名「鹿仔港」，後來簡稱「鹿港」。臺灣西部平原，從荷蘭治臺時期到清初，鹿群遍佈，那時有不少從事鹿皮、鹿脯的買賣者，且製弓把手需大量鹿皮，中药需鹿茸，鹿港因此得名。當漢人從鹿港上岸之後，很可能看到海港附近有鹿群，於是稱之為「鹿仔港」。而「仔」字又是漢人慣用的語氣助詞，至今仍有地名曰「崙仔頂」、「橋仔頭」等。
2. 鹿港一帶早年為平埔巴布薩族（Babuza）盤據之地，平埔族「Rokau-an」一語的轉譯。
3. 地形似鹿，故名「鹿仔港」。
4. 據說昔日這個地方是米穀集散地，因為用來儲存稻穀的方形倉庠稱為「鹿」而得名。根據鹿港鎮公所編印的《地名釋義》：「雍正6年彰化縣設立倉庠於鹿仔港米市街西畔，門首有匾曰：天庾正供（彰化縣誌道光版載有此事，計得倉庠一十六間），因廩之方者曰鹿，竊以此命名曰鹿仔港。」在清朝福建一帶，確實有「鹿港米」的專有名詞流傳，鹿港也有一條街叫做「米市街」，今名「美市街」，可知鹿港為米穀集散地之事不假。

### 英文譯名
鹿港於1784年由滿清政府官方設為港口，由於與外國人接觸頻繁，外國人以威妥瑪拼音把鹿港譯寫為Lukang，2003年（民國92年）地名譯寫原則頒布，改採通用拼音把鹿港譯作Lugang，但此舉被認為有違「名從主人」的慣例，2011年（民國100年）6月16日內政部及教育部同意將鹿港的英譯改回「Lukang」，淡水區（Tamsui）與鹿港鎮（Lukang）成為全臺首先恢復習慣譯名的鄉級行政區。

## 歷史

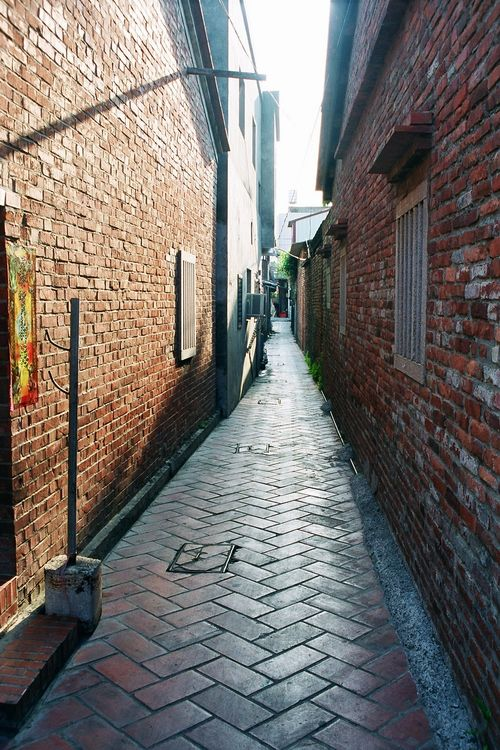
鹿港老街的巷弄/ geoffrey拍攝/ 2003年

鹿港位於台灣西海岸的中點，最早為布農族巒社群的祖居地，為了避開漢移民的入侵或平埔族的侵擾，巒社群人自西部平原中北部，沿水濁水溪溪谷間向中部山地遷徙。
到了十七世紀，鹿港一帶屬巴布薩族（Babuza）馬芝遴社社域，今仍留有頂番婆（頂番里、頭崙里）的地名。約在1681年就有「馬鳴山」聚落出現。而馬芝遴社部落主要是在福興鄉番社村。
1683年，清朝攻克明鄭後，將臺灣南部沿海平原一帶地區納入版圖，隸屬於福建省臺廈道，許多漢人和豪族巨富到臺廈道招工買牛、引水闢地成為墾首，吸引大批移民，逐漸由南向北擴張，到1690年就向南開發到福興鄉，這時在台灣島上的漢人可能已有30萬。這段期間，清廷把臺廈道視為特區，嚴加管束，可是福建內地和廣東人口早已過剩，謀生困難，有的人就放棄合法申請，冒險偷渡來台，所以移民還是源源不斷來到台灣。根據省文獻會記載，到1736年漢移民在台灣島上的人口數高達60萬。
移民都有一共同習慣，同一祖籍的在一起彼此照顧，泉州府的移民人數比較多也比較得勢就在鹿港附近沿海定居，漳州府的人就往內陸發展，而慢來的就分轉南北各地。
而今新水地區的石埤、天盛、新水、南新、三省、太平等村落，都是位於東螺溪兩岸，被施姓所佔據，可能受到施琅和施世榜叔侄庇護，施姓在內陸就廣招同姓的宗親，聲勢浩大，鞏固東螺溪兩岸的地盤。施姓就在牛港穴地區開闢商港成為鹿港地區外圍最熱鬧市集，中心叫做「一姓街」，街上約有一百間店舖，擺滿日常用品、油車、染坊、建材、媽祖廟等，商業非常繁榮。只是到了1888年（光緒14年），因施九緞事件被清兵圍剿放火，熊熊之火燃燒兩天三夜就把「一姓街」燒毀了，至今這一地段地下五台尺下方還可找到瓦礫可做見證。
滿清道光年間不願漢化者遷埔里興吉城（今埔里鎮大城里）與巴布薩族二林社合併。早期來自福建泉州三邑的漢人移民佔80%。清領時期以前，因為鹿港的對航的港口是泉州，港闊水深，距離中國大陸沿岸最近，自然成為一個繁榮的商業港口城市，所以鹿港生意人也特別多，也有很多的巨富。鹿港以施、黃、許三姓為大宗，因此鹿港有一句話：「施黃許、刺查某」便是在說鹿港這三姓的小姐，因家族人口眾多，有所仗勢，即使出嫁了，脾氣也特別地烈。雍正9年(1731年)鹿港正式被開放為島內貿易港。西元1784年（清乾隆49年），鹿港與福建泉州蚶江正式設口開渡，從此開始鹿港的黃金時代。
1785年（乾隆50年）至1845年（清道光25年）之間是鹿港的全盛時期。後因港口的泥沙淤積、縱貫線鐵路未經過，此後鹿港迅速没落，區域重心逐漸轉移至臺中市。人民出外謀生，人稱「鹿僑」。但沒落反而意外保留更多古老建築，舊城區也比日後一再進行都市改正的臺南市或臺北市完整。
當時鹿港設有八大商業組織，稱鹿港八郊，分別為：泉郊金長順、廈郊金振順、南郊金進益、郊金長興、油郊金洪福、糖郊金永興、布郊金振萬以及染郊金合順。但鹿港到了滿清統治中期，因溪水帶來大量泥沙，經年累月淤積於海口，到了1850年（道光30年）鹿港終於被泥沙埋塞，船隻無法進出，逐漸被淡水取代。
民間常有將鹿港沒落歸咎於日治時期地方士紳反對鐵路經過之都會傳奇，甚至近年的縣市政府亦採此說，但亦有反對觀點認為日本統治時期初期進行高壓統治，人民不可能反抗。其次，據台灣總督府編纂之《台灣鐵道史》中，縱貫線在臺中以南原訂經過南投街（今南投市），但考量彰化平原物產豐富，鐵路遂西移經過彰化街（今彰化市），從未有經過鹿港市區之規畫。
在日本統治時期，鹿港仍開辦了2條兼辦客運的糖業鐵路。分別為新高製糖株式會社至彰化，及明治製糖株式會社至溪湖、員林，並各自有車站。戰後台灣糖業股份有限公司（簡稱台糖）接收製糖會社，將兩座鹿港車站合併直至西元1970年代結束客運業務。其中位在打鐵厝農場的新高製糖株式會社之車站台糖業已拆除，而明治製糖株式會社的車站就地重建，後經整建改為鹿港南區旅遊服務中心，2012年（民國101年）後南區旅遊服務中心遷至文開書院內，舊址現為台糖自營產品展售店（停業中），而公共設施則開放民眾使用。
1978年起，鹿港於每年端午節舉辦民俗文化活動（後定名「鹿港慶端陽」）。同一時期，地方文史作家尤增輝（1948-1980）先後發表《鹿港斜陽》《鹿港三百年》等書，歌手羅大佑也創作了歌曲〈鹿港小鎮〉（收於《之乎者也》），鹿港的歷史文化積累逐漸受臺灣社會注目，觀光產業開始發展。2012年臺灣燈會在鹿港舉辦，又加速了鹿港觀光業的繁榮。

## 地理

### 位置
鹿港鎮位於彰化縣西北部，鹿港溪口北岸，北以番雅溝舊河道與線西鄉為界，西臨臺灣海峽，東隔頭前厝排水、頭汴圳及安東二排水與和美鎮、秀水鄉相鄰，南以八堡一東圳、鹿港溪與福興鄉相接:1－2。

### 氣候
鹿港鎮的氣候特色，具有夏季炎熱、冬季不冷、年溫差小、雨量集中、乾季明顯等。一年中有2至3個月的月均溫在攝氏18度以下，8個月的月均溫在20度以上。年均溫約為22.3度，月均溫最高為7月的28.5度，最低為1月的15.1度:76。
| 鹿港(平均數據2012–2023 極端數據2012至今)                                                                                          | 鹿港(平均數據2012–2023 極端數據2012至今) | 鹿港(平均數據2012–2023 極端數據2012至今) | 鹿港(平均數據2012–2023 極端數據2012至今) | 鹿港(平均數據2012–2023 極端數據2012至今) | 鹿港(平均數據2012–2023 極端數據2012至今) | 鹿港(平均數據2012–2023 極端數據2012至今) | 鹿港(平均數據2012–2023 極端數據2012至今) | 鹿港(平均數據2012–2023 極端數據2012至今) | 鹿港(平均數據2012–2023 極端數據2012至今) | 鹿港(平均數據2012–2023 極端數據2012至今) | 鹿港(平均數據2012–2023 極端數據2012至今) | 鹿港(平均數據2012–2023 極端數據2012至今) | 鹿港(平均數據2012–2023 極端數據2012至今) |
| 月份 | 1月                                      | 2月                                      | 3月                                      | 4月                                      | 5月                                      | 6月                                      | 7月                                      | 8月                                      | 9月                                      | 10月                                     | 11月                                     | 12月                                     | 全年                                     |
| --- | ---------------------------------------- | ---------------------------------------- | ---------------------------------------- | ---------------------------------------- | ---------------------------------------- | ---------------------------------------- | ---------------------------------------- | ---------------------------------------- | ---------------------------------------- | ---------------------------------------- | ---------------------------------------- | ---------------------------------------- | ---------------------------------------- |
| 历史最高温 °C（°F） | 30.1 (86.2)                              | 32.7 (90.9)                              | 32.3 (90.1)                              | 34.3 (93.7)                              | 34.8 (94.6)                              | 36.4 (97.5)                              | 39.1 (102.4)                             | 37.5 (99.5)                              | 37.0 (98.6)                              | 35.2 (95.4)                              | 33.3 (91.9)                              | 30.5 (86.9)                              | 39.1 (102.4)                             |
| 平均高温 °C（°F） | 20.4 (68.7)                              | 21.0 (69.8)                              | 24.3 (75.7)                              | 27.4 (81.3)                              | 30.3 (86.5)                              | 32.3 (90.1)                              | 33.4 (92.1)                              | 33.0 (91.4)                              | 32.6 (90.7)                              | 29.8 (85.6)                              | 26.7 (80.1)                              | 22.2 (72.0)                              | 27.8 (82.0)                              |
| 日均气温 °C（°F） | 16.7 (62.1)                              | 16.9 (62.4)                              | 19.7 (67.5)                              | 23.2 (73.8)                              | 26.3 (79.3)                              | 28.4 (83.1)                              | 29.4 (84.9)                              | 28.9 (84.0)                              | 28.2 (82.8)                              | 25.4 (77.7)                              | 22.6 (72.7)                              | 18.6 (65.5)                              | 23.7 (74.7)                              |
| 平均低温 °C（°F） | 13.9 (57.0)                              | 14.1 (57.4)                              | 16.5 (61.7)                              | 19.9 (67.8)                              | 23.3 (73.9)                              | 25.5 (77.9)                              | 26.3 (79.3)                              | 25.9 (78.6)                              | 25.0 (77.0)                              | 22.3 (72.1)                              | 19.6 (67.3)                              | 15.7 (60.3)                              | 20.7 (69.2)                              |
| 历史最低温 °C（°F） | 4.7 (40.5)                               | 6.1 (43.0)                               | 10.0 (50.0)                              | 11.0 (51.8)                              | 15.4 (59.7)                              | 22.5 (72.5)                              | 22.5 (72.5)                              | 23.5 (74.3)                              | 20.7 (69.3)                              | 14.6 (58.3)                              | 7.6 (45.7)                               | 7.5 (45.5)                               | 4.7 (40.5)                               |
| 平均降水量 mm（） | 25.5 (1.00)                              | 43.2 (1.70)                              | 68.8 (2.71)                              | 98.4 (3.87)                              | 181.9 (7.16)                             | 217.7 (8.57)                             | 183.8 (7.24)                             | 206.7 (8.14)                             | 93.1 (3.67)                              | 18.1 (0.71)                              | 19.4 (0.76)                              | 24.7 (0.97)                              | 1,181.3 (46.5)                           |
| 平均降水天数 | 4.5                                      | 5.9                                      | 7.6                                      | 8.3                                      | 9.4                                      | 10.6                                     | 8.4                                      | 10.5                                     | 5.4                                      | 1.9                                      | 2.9                                      | 3.4                                      | 78.8                                     |
| 平均相對濕度（％） | 82.5                                     | 84.6                                     | 84.3                                     | 84.0                                     | 86.3                                     | 86.2                                     | 82.7                                     | 86.1                                     | 82.8                                     | 79.2                                     | 82.6                                     | 80.2                                     | 83.5                                     |
| 来源1：Central Weather Administration                                                                                             |                                          |                                          |                                          |                                          |                                          |                                          |                                          |                                          |                                          |                                          |                                          |                                          |                                          |
| 来源2：Atmospheric Science Research and Application Databank (precipitation 1993–2020, precipitation days and humidity 2000–2013) |                                          |                                          |                                          |                                          |                                          |                                          |                                          |                                          |                                          |                                          |                                          |                                          |                                          |

### 人口
根據彰化縣鹿港戶政事務所及內政部戶政司統計，2024年底鹿港鎮戶數約2.7萬戶，人口約8.4萬人，人口密度每平方公里約2,118人，是彰化縣僅次於和美鎮的人口第二大鄉鎮，也是臺灣人口第五多、人口密度第四高的鎮。鎮內人口最多與最少的里分別是埔崙里與長興里，2024年底兩里人口分別為6,250人與293人。鹿港鎮人口的年齡構成中，0至14歲人口佔比約13.43%，15至64歲人口佔比68.74%，65歲以上人口則佔比17.82%。

## 政治

### 歷任首長

#### 鹿港支廳鹿港區區長
| 任次 | 區長   | 就職期間  | 卸任期間   | 備註                      |
| ---- | ------ | --------- | ---------- | ------------------------- |
|      | 莊士哲 | 1902年    | 1919年7月  | 1919年7月25日卒，年六十七 |
|      | 陳懷澄 | 1919年9月 | 1920年10月 | 轉任鹿港街長              |

#### 鹿港街街長
| 任次 | 街長       | 就職期間      | 卸任期間       | 備註           |
| ---- | ---------- | ------------- | -------------- | -------------- |
| 1    | 陳懷澄     | 1920年10月    | 1932年9月30日  |                |
| 2    | 吉田秀治郎 | 1932年10月1日 | 1936年9月26日  |                |
| 3    | 山口一郎   | 1936年9月26日 | 1938年7月30日  |                |
| 4    | 大德啟之助 | 1938年8月8日  | 1940年7月19日  |                |
| 5    | 田口茂雄   | 1940年7月19日 | 1944年7月18日  |                |
| 6    | 扇滋藏     | 1944年7月20日 | 1945年8月20日  |                |
| 7    | 高橋金四郎 | 1945年8月20日 | 1945年11月27日 | 二戰結束       |
|      | 丁瑞彬     | 1945年11月    | 1946年         | 轉任鹿港鎮長。 |

參考資料：

#### 鹿港鎮鎮長
- 官派

| 任次 | 鎮長   | 就職期間       | 卸任期間       | 備註     |
| ---- | ------ | -------------- | -------------- | -------- |
| 1    | 丁瑞彬 | 1946年         | 1946年11月15日 |          |
| 2    | 辜本   | 1946年11月15日 | 1947年10月3日  |          |
| 3    | 陳培煦 | 1947年10月3日  | 1949年4月      | 官派末任 |

- 民選

| 屆次 | 鎮長   | 就職期間       | 卸任期間       | 備註                       |
| ---- | ------ | -------------- | -------------- | -------------------------- |
| 1    | 陳培煦 | 1949年4月      | 1953年12月     | 鎮民代表選舉鎮長。         |
| 2    | 陳培煦 | 1953年12月     | 1956年6月30日  | 鎮民直接選舉鎮長。         |
| 3    | 侯明輝 | 1956年7月1日   | 1960年1月15日  |                            |
| 4    | 許嘉興 | 1960年1月16日  | 1964年2月28日  |                            |
| 5    | 許嘉興 | 1964年3月1日   | 1968年2月28日  |                            |
| 6    | 施惠洲 | 1968年3月1日   | 1973年3月31日  |                            |
| 7    | 郭柳   | 1973年4月1日   | 1977年12月31日 |                            |
| 8    | 郭柳   | 1978年1月1日   | 1982年2月28日  |                            |
| 9    | 楊慶財 | 1982年3月1日   | 1986年2月28日  |                            |
| 10   | 王福入 | 1986年3月1日   | 1990年2月28日  |                            |
| 11   | 王福入 | 1990年3月1日   | 1993年8月19日  | 任內過世                   |
| 代理 | 詹益林 | 1993年8月19日  | 1994年2月28日  |                            |
| 12   | 李棟樑 | 1994年3月1日   | 1998年2月28日  |                            |
| 13   | 李棟樑 | 1998年3月1日   | 2002年2月28日  |                            |
| 14   | 黃正隆 | 2002年3月1日   | 2006年2月28日  |                            |
| 15   | 王惠美 | 2006年3月1日   | 2010年3月1日   | 中國國民黨籍               |
| 16   | 王惠美 | 2010年3月1日   | 2012年1月31日  | 中國國民黨籍，當選立委請辭 |
| 代理 | 陳淑雀 | 2012年2月2日   | 2012年5月8日   |                            |
| 16   | 黃振彥 | 2012年5月9日   | 2014年12月25日 | 民主進步黨籍，補選上任     |
| 17   | 黃振彥 | 2014年12月25日 | 2018年12月24日 | 民主進步黨籍，連任         |
| 18   | 許志宏 | 2018年12月25日 | 2022年12月24日 | 中國國民黨籍               |
| 19   | 許志宏 | 2022年12月25日 |                | 中國國民黨籍               |

### 鎮政組織
鹿港鎮公所是鹿港鎮最高層級的地方行政機關，在中華民國政府架構中為鎮自治的行政機關，同時負責執行縣政府及中央機關委辦事項，鹿港鎮的自治監督機關為彰化縣政府。鎮長由全體鎮民直接選舉產生，任期為四年，可連選連任一次。鹿港鎮公所並置鎮政會議，為鎮政最高決策機構，在鎮長之下，設有6課4室等9個內部單位及5個附屬機關。
鹿港鎮民代表會是鹿港鎮的最高民意機關，代表鹿港鎮全體鎮民立法和監察鄉政。鎮民代表由公民直選選出，任期為四年，可連選連任。共有15位鎮民代表，第一選區4席鎮民代表、第二選區2席鎮民代表、第三選區代表3席鎮民代表、第四選區代表6席鎮民代表，主席、副主席由15位鎮代表互選產生。

### 行政區
現今鹿港鎮行政範圍的確立，來自於1920年，日本將臺灣十二廳改為五州二廳，設鹿港街屬臺中州彰化郡:14。鹿港街轄草港尾、草港中、頂番婆、顏厝、南勢、海埔厝、廖厝、溝墘、打鐵厝、頂厝、鹿港等11個大字。1946年1月，改為「鹿港鎮」，屬臺中縣彰化區:20。1950年，調整行政區域，鹿港鎮改隸新成立的彰化縣:22。
鹿港鎮共轄31個里，其行政區域分布情形為：
| 次分區 | 里名   | 里名   | 里名   | 里名   | 里名   | 里名   | 里名   | 里名   | 里名   | 里名   |
| ------ | ------ | ------ | ------ | ------ | ------ | ------ | ------ | ------ | ------ | ------ |
| 西區   | 中興里 | 大有里 | 洛津里 | 順興里 | 埔崙里 | 東石里 | 新宮里 | 玉順里 | 郭厝里 | 永安里 |
| 南區   | 泰興里 | 景福里 | 長興里 | 興化里 | 菜園里 | 龍山里 | 街尾里 |        |        |        |
| 北區   | 草中里 | 頭南里 | 海埔里 | 山崙里 | 詔安里 | 洋厝里 |        |        |        |        |
| 東區   | 頂厝里 | 鹿和里 | 鹿東里 | 東崎里 | 頭崙里 | 頂番里 | 廖厝里 | 溝墘里 |        |        |

## 經濟

### 工業
- 彰濱工業區：於1979年開發總面積3,643公頃，為台灣目前最大之工業區與填海工程。
  - 鹿港區：1,189公頃
  - 崙尾區：1,343公頃
- 頂番里：為全世界最大水五金（水龍頭）產業產地
  - 彰化縣水五金產業發展協會

## 文化
1978年起每年舉辦「鹿港慶端陽」活動，其中龍舟賽為活動高潮，龍舟賽事於福鹿河濱公園（福鹿溪）舉行，於老三台時期每年無法親臨現場者皆可透過無線電視台現場實況轉播賽事並介紹相關活動與介紹鹿港文化，2015年由華視轉播，2016年由年代MUCH轉播；至2017年止已連續舉辦40年。
從2013年起每年大多於農曆7月至中秋節前擇日舉辦台灣國際競技龍舟錦標賽；時至2017年已連續舉辦5年，2016年更是首次在夜晚舉行台灣國際競技龍舟錦標賽。

### 法定文化資產
鹿港鎮古蹟與歷史建築收錄於中華民國文化部資料至2015年共42筆。

### 鹿港三大特色：「字」、「墨」、「算」
字：指文人寫詩。墨：指書法、繪畫。算：指記帳、算盤。

### 傳統工藝[29]
- 木器：

1. 中國南方傢俱的傳統式樣以福建泉州為多、廣東式亦有，日治時期日式鏡臺，立櫥普遍流行。
2. 式樣古意皆源傳統造形如八仙桌、供桌、衣櫃。
3. 鹿港手工精良，古法筍頭銜接、牢固耐用、形態、規格全依古法。著名老師傅：施光貌、吳隨意、王漢松

- 廟宇雕刻：

1. 人物細雕，神態鮮活。典故多，為他處師傅所不及
2. 手工細膩，內容古意盎然。著名老師傅：李煥美（李松林的堂兄）、李克鳩、李讚（石音）、李讚（石工）、李松林、王慶松（輩份為→李克鳩→李讚接著才是李煥美和李松林，後兩位是同輩）
3. 台灣大木作名師施坤玉及其大兒子臺灣藝術木雕工藝大師‧薪傳獎、人間國寶 施鎮洋

- 佛像雕刻：中國閩南清代雕刻的延續，鹿港廟宇規模不及福建，大神像也隨著縮小。採取繁複鏤刻的精工法。神像漆線衣飾之製法，以鹿港為最精緻。神、架式、比例皆以古法為準。關公神雕聞名全省，不授徒，家族式。著名老師傅：家吾師、蔡虎、查某師、長春師、施禮、吳媽達、吳武貢
- 錫器：古老麝石模尚存，造形源自銅器，昔時婚嫁必備，宗教禮儀必用，師傅悉知錫鉛合成比率，樣式很多，倒模鏤花錫器最為出色。著名老師傅：陳愛、陳滔、陳再添、施燦、施環、陳瓊林、夏聬、謝老波、李漢卿、陳萬能、施秋俊、夏順治
- 竹器：臺灣盛產竹，取材方便，因此鹿港一地的竹器業遠盛於福建。技法雖也由大陸南方傳入，但青出於藍。鹿港的手藝更精巧細緻，傢俱的尺度及比例也比大陸製作的更美觀。著名老師傅：施龍父子、黃水、陳贊成
- 製香：古法研製，配方為家庭式秘傳，香味久而不退。著名老師傅：施美玉香舖、施錦玉香舖、施金玉香舖、施奕漢
- 燈繪：喜慶、喪事、宗教年節必用，內架編織保存古法、燈紙上所給之龍、鳳、花鳥、山水，十足民俗風昧，保存手繪技巧。著名老師傅：吳敦厚、周建綿、王世祥、許安田

### 固定習俗[30]
- 除夕祈福點燈
- 迎財神
- 天公生：農曆正月初九，鹿港鎮、福興鄉家戶皆會舉行祭拜，而家中有歲數逢十之倍數會更加隆重（三牲中使用帶腳胛身）
- 慶元宵：元宵吃湯圓，鹿港吃上元圓
- 土地公生：農曆二月初二，與尾牙同於此二節家戶都舉行祭拜，而新年也於此之後告一段落。
- 媽祖生：農曆三月二十三，如同過年般熱鬧非凡。
- 三月瘋媽祖：媽祖聖誕前後大規模進香活動如：同安寮十二庄請媽祖。
- 四月瘋王爺[31]：如：農曆4月12日奉天宮-蘇府大王爺聖誕。[32]。
- 龍王祭：由1979年起每年端午前，龍舟下水前舉行祭拜及遶境活動，並展開一連串鹿港端陽活動。[33]。
- 七娘媽生：早期每年於鹿港龍山寺中殿蓄水搭鵲橋，現每年於鹿港威靈廟（於摸乳巷菜園路出口）旁封路搭台設立鵲橋。
- 中元普渡：鹿港地藏王廟舉辦大型普渡併於福鹿溪（福鹿河濱公園）舉辦放水燈儀式；於各區由七月初一至八月初三輪流普渡[34]。
- 作平安或作醮：每年農曆十月至十一月於鹿港地區（包括福興鄉）於各廟宇舉行，常伴隨神明出巡或暗訪活動[35]（於1990年前各家戶皆會擺席宴請親友於1990年後逐漸取消此附屬活動）。
- 尾牙：農曆十二月十六

### 其他習俗

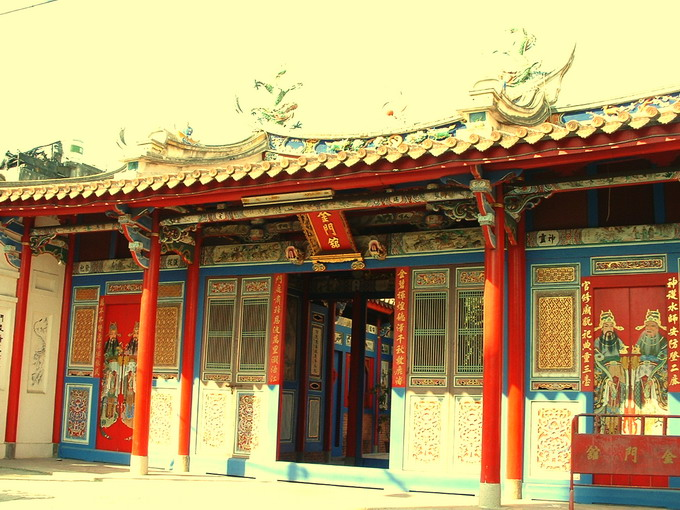
金門館正門

- 送肉粽：此為禁止參觀之活動，於發生自縊事件時所舉行，以趨吉避凶。每年不一定有舉辦（福興鹿港地區法師稱之為天吊煞，中臺灣沿海地區鄉鎮一般習俗，以鹿港地區最依禮辦理，而被誤認鹿港特有習俗）。
- 籃仔姑：在中秋節時會人們以竹籃作道具，以類似扶乩方式向向她問事求卜[36]。

以前的鹿港三不見-不見天街
- 看不見天：是指中山路上生意活絡興隆，為了終年可遮風避雨，街道上都搭上棚子。
- 看不見地：土地全鋪滿了壓倉石，所以看不見泥土。
- 看不見女人：綁小腳難於行，都待在閨房;另有一說為昔日女子不宜拋頭露面，女子只能從屋頂上看風景，也因此鹿港建築大部分都砌有女兒牆，為避免安全之虞。

現在的鹿港三多
- 古蹟多：昔日僅次於臺南市的第二大城，所遺的古蹟以清朝及日治時期為主。
- 小吃多：人來人往小吃就多了起來。
- 人文匠師多：目前台灣國寶級的匠師有36位，單單一個鹿港鎮就佔了6位。鹿港龍山寺

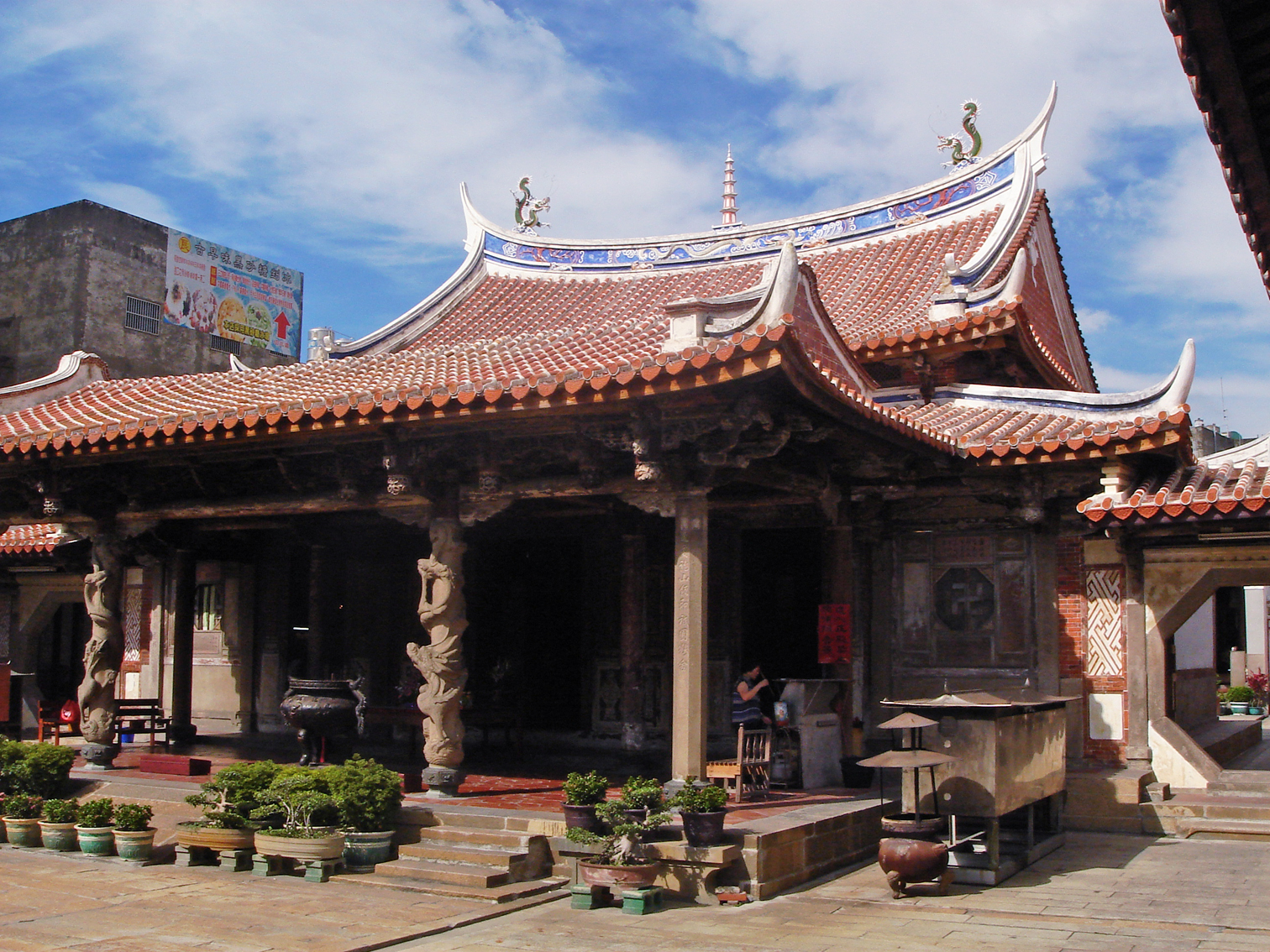
鹿港龍山寺

### 語言
鹿港早期曾通行布農語和巴布薩語。在18世紀後，湧入大量來自福建泉州的漢移民，落地生根後發展出獨屬當地的腔調和文化，因為有許多先民來自福建泉州，所以，整體上鹿港的臺語聲韻系統與泉州話的聲韻母系統是相似的。

## 教育
鹿港於1824年既設立文開書院先後產生6名進士、9名舉人及百餘名秀才。

### 社會大學
- 彰化縣鹿秀社區大學（鹿港分校）：鹿港鎮龍舟路22號3樓

### 高級中等學校
- 國立鹿港高級中學

### 國民中學
- 彰化縣立鹿港國民中學（位於福興鄉境內）
- 彰化縣立鹿鳴國民中學
- 彰化縣立鹿江國際中小學（雙語學校，規劃2028年設立高中部）

### 國民小學
- 彰化縣鹿港鎮鹿港國民小學
- 彰化縣鹿港鎮文開國民小學
- 彰化縣鹿港鎮草港國民小學
- 彰化縣鹿港鎮頂番國民小學
- 彰化縣鹿港鎮鹿東國民小學
- 彰化縣鹿港鎮東興國民小學
- 彰化縣鹿港鎮海埔國民小學
- 彰化縣鹿港鎮洛津國民小學
- 彰化縣鹿港鎮新興國民小學

## 交通

### 公路
- 台61線（西濱快速公路）：線西鄉－鹿港鎮－福興鄉
  - 洋厝交流道（174）：濱海路－台17線
  - 鹿港交流道（177）：彰濱鹿港區－台17線－鹿港
  - 福興交流道（180）：本鎮境外，可透過縣道144號連接台76線連接國道一號

- 台17線（濱海公路）：線西鄉－鹿港鎮－福興鄉
- 縣道138甲線（和美端，鹿和路）：鹿港鎮－和美鎮
- 縣道142號（鹿港端，彰鹿路）：鹿港鎮－福興鄉－彰化市連接國道一號
- 縣道146號（福興端，員鹿路）：鹿港鎮－福興鄉－埔鹽鄉－溪湖鎮

### 公共交通
- 彰化客運：鹿港鎮正興路96號（近鹿港體育場）

路線：鹿港 - 彰化市（可至台鐵彰化站） - 台中市（可至高鐵台中站），鹿港 - 彰化市（可至台鐵彰化站） - 南投縣，鹿港 - 和美鎮 - 彰化市
- 員林客運：鹿港乘車點（中山路）：鹿港地藏王廟、老龍師肉包、玉珍齋、近鹿港城隍廟

路線：鹿港 - 福興鄉 - 溪湖鎮 - 埔心鄉 - 員林市（台鐵員林站），鹿港 - 福興鄉 - 員林市 - 田尾鄉，鹿港 - 王功（不停鹿港地藏王廟），假日加開鹿港 - 王功 - 大城鄉
- 中鹿客運（和欣客運）：彰化縣鹿港鎮民權路208號（近鎮公所）

路線：鹿港 - 彰化市（交流道下） - 台中市（可至台鐵台中站）
- 統聯客運：鹿港鎮正興路96號（近鹿港體育場）

路線：芳苑鄉 - 鹿港 - 彰化市 - 台中市（中港交流道台中轉運站）台北市（台北轉運站）
- YouBike微笑單車（各站點詳細介紹）[39]

站點：鹿港運動場、鹿港基督教醫院、鹿港分局、彰化縣旅遊服務中心、文開國小、洛津國小、鹿港高中、桂花巷藝術村、鹿港鎮立圖書館、鹿港鎮公所（以上站點皆距鹿港天后宮約在500M內）、鹿港民俗文物館、第一立體停車場、復興南三民路口、福興第一停車場、鹿港文武廟、鹿港圖書藝文中（以上站點皆距鹿港龍山寺約在500M內）、鹿東國小、鹿港頂厝公園
- 觀光三輪車（依人數、包車、時間計費）：總站彰化縣旅遊服務中心（北區遊客中心），於各景點可電話叫車
- 捷運(大竹鹿港線)：目前仍在評估中

### 港口
於1784年由清朝官方設為港口，原為台灣中部最重要港口，因泥沙淤積而港口一再外移且鐵公路未經過而勢微；現存港口有三處。
- 崙尾灣漁港：於鹿港北側與線西鄉塭仔港相近
- 海埔漁港：於彰濱工業區鹿港區出口台61線下方往北100公尺（輔導路底）
- 彰濱簡易漁港：於彰濱工業區鹿港區南邊吉安路與吉安南路交會處
- 遊艇碼頭：尚未建設（預定於彰濱工業區）

## 旅遊

### 古蹟
國定古蹟
- 鹿港天后宮（1591年）：中山路430號
- 鹿港龍山寺（1653年）：金門巷81號

縣定古蹟（1997年前公告）

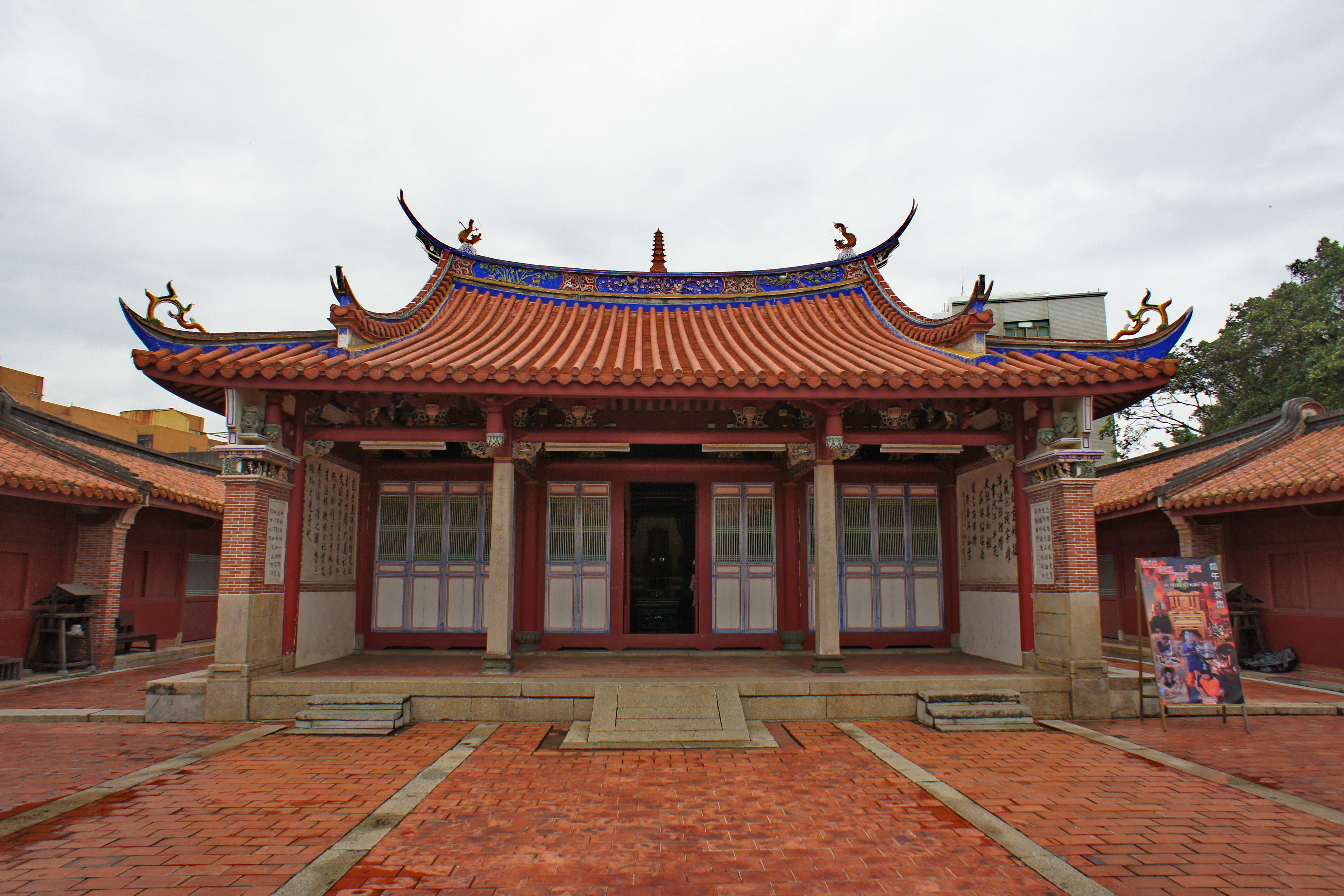
鹿港文武廟

- 鹿港興安宮（1684年）：興化人的信仰中心，中山路89號
- 鹿港三山國王廟（1737年）：客家人的信仰中心，中山路276號
- 鹿港城隍廟（1754年）：中山路366號
- 鹿港文武廟&文開書院（1812年）：文祠與武廟，青雲路2號
- 鹿港地藏王廟（1815年）：力行街2號

縣定古蹟（1997年後公告）
- 新祖宮（1788年）：埔頭街96號
- 鹿港南靖宮（1783年）：漳州人的信仰中心，埔頭街74號
- 鹿港金門館（1787年）：金門人聚集的行館，金門街54號
- 鹿港鳳山寺（1822年）：德興街26號
- 丁家古厝（1825年）：中山路130、132、134號
- 鹿港公會堂（1928年）：埔頭街72號（2010年更名為：鹿港藝文館）
- 鹿港隘門（1930年）：後車巷47號前
- 日茂行（1816年）：泉州二街65號

歷史建築
- 元昌行、十宜樓、鹿港街長宿舍、玉珍齋、友鹿軒、海埔警察官吏派出所、施進益古厝、敬義園敬紀念碑、蔡氏宗祠、鶴棲別墅。

臺灣歷史建築百景
- 鹿港中山路街屋立面

著名歷史建築
- 意和行、泉郊會館、九曲巷、半邊井、意樓、楊橋公園、鹿港民俗文物館（鹿港辜家舊居）、摸乳巷（又稱君子巷）、甕牆（早期回台灣的船隻用來壓船底）……等。

其他廟宇
- 鹿港玉渠宮：大有里車圍巷1號
- 鹿港威靈廟：大有里菜園路95號
- 泊仔寮洽義堂：新宮里文開路47號
- 鹿港永安宮：新宫里民生路35號
- 鹿港集英宮：新宫里泉州街14號
- 鹿港福靈宮：順興里復興路465號之1
- 鹿港福德祠：玉順里三條巷1號
- 鹿港紫極殿：菜園里三民路206號
- 鹿港文德宮：街尾里文明街44號
- 鹿港護安宮：街尾里新興街27號
- 鹿港福德宮：街尾里
- 鹿港景靈宮：景福里景福巷119號
- 崙尾福崙宮：吳府千歲、許真人（二百多年）、天上聖母 山崙里崙尾巷77-1號
- 草港千乘宮：倪府千歲
- 草港溫明宮：草中里頂草路四段
- 草港慶安宮：草中里慶安街65號
- 草港中庄保安宮：草中里頂草路四段202號
- 玻璃媽祖廟台灣護聖宮：鹿工南四路28號

### 博物館
- 臺灣玻璃舘：彰化縣鹿港鎮鹿工南四路30號（彰濱工業區台明將企業股份有限公司）
- 媽祖文物館：彰化縣鹿港鎮中山路475號（鹿港天后宮旁香客大樓三樓）
- 鹿港民俗文物館：彰化縣鹿港鎮中山路152號（鹿港鎮中山路和興派出所走入巷內或走74巷左轉入館，位居鹿港鎮泰興里）
- 大統醬油博物館（停止營業中）：彰化縣鹿港鎮工業西七路1號（彰濱工業區鹿港區）
- 白蘭氏健康博物館：彰化縣鹿港鎮鹿工路18號（彰濱工業區白蘭氏雞精鹿港廠區內）
- 緞帶王織帶文化園區：彰化縣鹿港鎮鹿工路15號（彰濱工業區鹿港區）
- 現代醫學人體博物館（彰濱秀傳健康園區）：彰化縣鹿港鎮鹿工路6號（彰濱工業區鹿港區）
- 彰化區漁會漁業文化館：彰化縣鹿港鎮復興路485號（彰化區漁會大樓內）

### 鹿港老街
- 鹿港古蹟保存區（鹿港老街）－10.57公頃

鹿港老街（原指鹿港古蹟保存區，現指古式商店街）主要由瑤林街與埔頭街連結而成，包括意和行、新祖宮、桂花巷（鹿港城隍廟前）、鹿港公會堂全長五百餘公尺，是台灣最早的老街。鹿港老街保存早期商店門牌建築，長條型閩式建築建築，結合一進房店面、二進房住家、三進房後院三大功能，房屋總長度從四十米至七十米不等，此為清代至日治時期建築特色。

### 特產
茶點：鹿港傳統茶點主要源自大陸泉州師傅之手藝。較具盛名的有「鳳眼糕」、「口酥餅」、「豬油糕」、「綠豆餅」、「石花糕」、「瓜子糕」、「雪片糕」、「狀元糕」、「五香糖」、「龍晴酥」等均是糕餅舖名產。其他如「牛舌餅」、「麥芽酥」、「龍鬚糖」、「涼粉粿」、「車輪餅」也可見於市集小販攤上。
小吃：
- 蚵仔酥
- 蚵仔炸
- 蚵仔煎
- 蝦猴
- 麵線糊
- 肉包：鹿港有老龍師肉包與阿振肉包等知名品牌
- 燒肉圓：俗稱「燒肉迴」
- 鴨肉羹
- 蝦丸
- 米粩：又稱豬油粩
- 烏魚子

民俗糕點：
- 米雕：由糯米包餡搓成龜、桃、螃蟹、瓜、果等動植物形狀
- 糖塔：由熔糖加色倒入木模，塑成龍鳳、寶塔等形狀

### 其它著名設施
- 中央廣播電臺鹿港分臺：彰化縣鹿港鎮光復路4號

1966年設立鹿港分台，早期是對中國大陸廣播，中波發射機有两部，一部600千瓦，使用612千赫，主要轉播法國國際廣播电台的國語節目，另一部為1000千瓦，使用1008千赫，主要轉播中央廣播电台的國語節目。
- 財團法人車輛研究測試中心：工南七路六號

係經濟部依據1985年3月15日行政院通過之「汽車工業發展專案」，結合交通部、環保署及車輛業者的力量，於1990年成立，並於2000年10月21日彰濱實驗室及試車場開幕。
- 桂花巷藝術村：彰化縣鹿港鎮桂花巷7號

桂花巷藝術村的前身是七棟日式宿舍，於日治昭和年間興建，為日本官員所遺留的建築；在2009年修建完成，經過整修後搖身一變成為一間間藝術工作坊，全年皆有進駐藝術工作人員，可近距離觀賞與接觸、DIY體驗創作的樂趣（於假日進駐藝術工作人員較多）。
- 鹿港生態公園：緊鄰勞動部勞工教育學苑

面積三公頃，植樹種類與數量極多。
- 勞動部勞工教育學苑（目前稱統一渡假村鹿港文創會館）：彰化縣鹿港鎮中正路588號（鄰近鹿港體育場）
- 鹿港體育場：中正路531號

現為鹿港超大型活動主要場地，如2011年台灣燈會
- 鹿港運動公園：緊鄰鹿港體育場

草地、林木、小橋流水、無障礙步道及桌椅
- 鹿港兒童公園：緊鄰鹿港體育場

彩虹步道、迴響廣場、攀岩沙坑及綜合遊樂區等四大主題區
- 舊鹿港溪人工溼地廊道：延復興南路由鹿港龍山寺停車場至鹿港天后宮停車場
- 鹿港河濱公園：於彰濱工業區鹿工路往吉安路延吉安水道建設

建設福鹿河濱公園時，將鹿港端午龍舟競賽移至此處舉行
- 福鹿河濱公園（福鹿溪）：於沿海路以西延龍舟路於福鹿溪兩岸（傳統稱福興與鹿港分界，實屬福興鄉境內）

2015年將每年「鹿港慶端陽」之鹿港端午龍舟競賽移回此處；2017年7月8、9日舉辦第5屆台灣國際競技龍舟錦標賽。
- 台糖鹿港車站：彰鹿路八段110號
- 白海豚媽祖宮：新宮里民生路58號，冠上媽祖廟之名的中華白海豚環保團體工作站，原為環保人士粘錫麟故居。

### 當地慶典與活動
- 鹿港四季紅冬歡活動 (鹿溪宴)[42]
- 鹿港慶端陽：起源於1978年，彰化鹿港即開始了首屆的慶端陽活動；2005年，交通部觀光局列為「台灣12大節慶活動」之一。

## 外部連結
- 鹿港鎮公所 （页面存档备份，存于）
- YouTube上的鹿港鎮公所頻道
- 鹿港鎮文化所的Facebook專頁
- 鹿港鎮文化所官方Instagram